# Varces-Allières-et-Risset
Varces-Allières-et-Risset é uma comuna francesa na região administrativa de Auvérnia-Ródano-Alpes, no departamento de Isère.